# NGC 4424
NGC 4424 (другие обозначения — UGC 7561, MCG 2-32-58, ZWG 70.90, VCC 979, IRAS12246+0941, PGC 40809) — спиральная галактика с перемычкой (SBa) в созвездии Дева.
Этот объект входит в число перечисленных в оригинальной редакции «Нового общего каталога».
В галактике вспыхнула сверхновая SN 1895A, её пиковая видимая звездная величина составила 12,5.
В галактике вспыхнула сверхновая SN 2012cg типа Ia, её пиковая видимая звездная величина составила 16,9.